# Sudet Kouvola
Sudet – fiński klub piłkarski z siedzibą w mieście Kouvola.

## Osiągnięcia
- Mistrz Finlandii: 1940

## Historia
Klub założony został w 1912 roku w Wyborgu jako WBJS (Wiipurin Bandy & Jalkapalloseura). W latach 20.przyjął nazwę na Sudet (pol. wilki). Po okupacji Wyborgu przez ZSRR klub przeniósł się w 1939 do Helsinki, a w 1962 osiedlił się w Kouvola. W 1931 roku klub debiutował w najwyższej lidze mistrzostw, a w 1951 po raz ostatni zagrał w niej, po czym spadł do drugiej ligi. 